# Blang (langue)
Cet article concerne la langue blang. Pour le peuple blang, voir Blang.
Le blang est une langue môn-khmer parlée en Chine, en Birmanie et en Thaïlande, par les Blang.

## Classification interne
Le blang est une langue palaungique, un sous-groupe des langues môn-khmer du Nord. 

## Phonologie
Les tableaux présentent les phonèmes vocaliques et consonantiques du dialecte de Chine parlé dans la localité de Xinman'e (新曼俄), dans le district de Bulangshan (布朗山), situé dans le xian de Menghai, rattaché à la préfecture autonome dai de Xishuangbanna, dans le Yunnan.

### Voyelles
|         | Antérieure | Postérieure |
| ------- | ---------- | ----------- |
| Fermée  | [i]        | [ɯ] [u]     |
| Moyenne | [e] [ɛ]    | [ɤ] [o]     |
| Ouverte | [a]        | [ɔ]         |

### Diphtongues
Les diphtongues du blang de Xinman'e sont [ia], [iu], [ei], [ɛi], [ai], [ɔi], [oi], [ɤi], [ɯi], [eu], [au], [ɤu], [ua] auxquelles s'ajoutent deux triphtongues, [uai] et [iau].

### Consonnes
|            |           | Bilabiales | Alvéolaires | Alvéolaires | Dorsales   | Dorsales | Dorsales | Glottales |
| ---------- | --------- | ---------- | ----------- | ----------- | ---------- | -------- | -------- | --------- |
| Centrales  | Latérales | Bilabiales | Palatales   | Vélaires    | Uvulaires  |          |          | Glottales |
| Occlusives | Sourde    | p [p]      | t [t]       |             |            | k [k]    |          | ʔ [ʔ]     |
| Occlusives | Aspirées  | ph [pʰ]    | th [tʰ]     |             |            | kh [kʰ]  |          |           |
| Fricatives | sourdes   | f [f]      | s [s]       |             |            |          | χ [χ]    | h [h]     |
| Fricatives | Sonore    | v [v]      |             |             | ʒ [ʒ]      |          |          |           |
| Fricatives | Aspirées  |            |             |             | ʒh [ʒʰ]    |          |          |           |
| Affriquées | Sourdes   |            |             |             | tʃ [ t͡ʃ ]  |          |          |           |
| Affriquées | Aspirées  |            |             |             | tʃh [ t͡ʃʰ] |          |          |           |
| Liquides   | Simples   |            |             | l [l]       |            |          |          |           |
| Liquides   | Dévoisées |            |             | l̥ [l̥]       |            |          |          |           |
| Nasales    | Simples   | m [m]      | n [n]       |             | ɲ [ɲ]      | ŋ [ŋ]    |          |           |
| Nasales    | Dévoisées | m̥ [m̥]      | n̥ [n̥]       |             | ɲ̥ [ɲ̥]      | ŋ̥ [ŋ̥]    |          |           |

### Tons
Le blang de Xinman'e est une langue tonale qui compte trois tons.
| Ton | Valeur | Exemple     | Traduction   | Exemple    | Traduction   |
| --- | ------ | ----------- | ------------ | ---------- | ------------ |
| 1   | 35     | ʔum35       | eau, rivière | phɤl̥35     | fleur        |
| 2   | 33     | muʔ33       | pierre       | vak33mol35 | ver de terre |
| 3   | 31     | kaʔ31mɤiŋ35 | étoile       | kaʔ31nᴇ35  | singe        |

## Sources
- (zh) Yan Qixiang, Zhou Zhizhi, 1995, 中国孟高棉语族语言与南亚语系 - Zhōngguó Mĕn-gāomiányŭzú yŭyányŭ nányà yŭxì, Pékin, Zhōngyāng mínzú dàxué chūbǎnshè  (ISBN 7-81001-842-6)